# Planudes molorchus
Planudes molorchus är en insektsart som först beskrevs av John Obadiah Westwood 1859.  Planudes molorchus ingår i släktet Planudes och familjen Pseudophasmatidae. Inga underarter finns listade i Catalogue of Life.